# Piet Wiersma (organist)
Pieter Niekel Wiersma (Aduard, 17 juni 1946 – Groningen, 21 augustus 2003) was een Groningse organist.
Piet Wiersma nam een bijzondere plaats in te midden van de noordelijke organisten. Hoewel de meeste Groninger organisten zich voornamelijk bezig lijken te houden met barokmuziek en de vele zeventiende- en achttiende-eeuwse orgels was Wiersma ook gericht op muziek uit latere stijlperioden.
Hij hield zich bezig met een project om alle werken van Bach op te nemen op Groninger orgels: Bach in Groningen. Volgens sommigen stond hij niet bepaald bekend als Bach-specialist, maar anderen bejubelen hem als Bach-vertolker met de juiste keuze van tempo en kleur. Hij werd met name geroemd om zijn registraties.

## Biografie
Piet Wiersma werd geboren in Aduard en kreeg zijn eerste orgellessen op zijn elfde jaar van Johan van Meurs op het Schnitgerorgel van de Der Aa-kerk te Groningen. Na toelating tot het Groninger conservatorium op zijn vijftiende jaar werd hij vervolgens opgeleid door Wim van Beek, onder wie hij in 1971 afstudeerde. In 1975 behaalde hij de Prix d'Excellence. Hij begon als kerkorganist op zijn elfde jaar in het Groninger Oostwold (Westerkwartier) en speelde in de daarop volgende jaren in vele kerken in de stad Groningen, met als vaste betrekking eerst de Oosterkerk en later de Goede Herderkerk (waar hij ook een koor had; hij had in die tijd vele koren) en de Remonstrantse kerk.
In 1983 werd hij aangesteld als organist van de Grote Kerk in Monnickendam, alwaar hij tot zijn dood vaste organist was. Hij bleef noorderling en had een succesvolle privé-praktijk als orgelleraar. Hij had de laatste jaren zo'n tachtig leerlingen en werd daarom wel gekscherend "lesboer" genoemd. Hij gaf les in Assen (CGK), Haren (Groningen), Zuidlaren, Farmsum, Glimmen, Kollumerzwaag, Buitenpost, Monnickendam, Haarlem (Nieuwe Kerk), Harderwijk en Elburg. Bij amateurconcoursen in het Groningerland en elders vielen zijn leerlingen regelmatig in de prijzen.
In de eerste jaren van zijn carrière was hij vooral bezig was met het zoeken naar repertoire dat muzikaal van goede kwaliteit was en bij een breder publiek gewaardeerd werd: hij zocht zijn heil in de tonale muziek en vele salonmuzikale werken stonden bij hem op het programma. In principe speelde hij alles, maar hij genoot het meest van Bach, Krebs en de componisten uit de eeuw daarna. De laatste jaren van zijn leven was Piet Wiersma voornamelijk bezig met de muziek van Bach. In Elburg heeft Piet Wiersma rond het jaar 2000 alle orgelmuziek van Bach op zo'n twintig concerten gespeeld. Verder heeft Piet Wiersma in het Bachjaar 2000 alle orgelmuziek van Bach in één week gespeeld tijdens een orgelreis in de Duitse deelstaten Thüringen en Sachsen.
In tegenstelling tot veel van zijn collega's was het niet Wiersma's streven stijlzuivere barok uit het orgel te halen; voor hem stond muziek maken voorop. Bij de muziek van J.S. Bach mocht je echter volgens Wiersma niet of nauwelijks afwijken van de authentiek overgeleverde noten. Bij de zeer vele orgelconcerten die hij de laatste decennia heeft gegeven, speelde hij van alles: Bach, romantiek en modern, zo'n honderd concerten per jaar, in binnen- en buitenland. Zo concerteerde hij onder meer in Oost-Europa, Noord- en Zuid-Amerika en de St Paul's Cathedral in Londen.
In 2004 verscheen bij de Stichting Groningen Orgelland onder nr SGO030, een herdenkings CD met (deels historische) opnamen van het spel van Piet Wiersma op Hinsz orgels. De CD is inmiddels uitverkocht maar nog wel in bibliotheken te verkrijgen. Het archief van Piet Wiersma bevindt zich bij de Groninger Archieven onder het toegangsnummer 2299.
- International Standard Name Identifier: 0000 0003 9356 4579
- Library of Congress Control Number: no2015038419
- Nederlandse Thesaurus van Auteursnamen: 109653998
- Virtual International Authority File: 287850715
- WorldCat: E39PBJx8BMq3qwvcvQQVgtv4MP